# Eleição municipal de Cachoeirinha (Rio Grande do Sul) em 2020
A eleição municipal de Cachoeirinha em 2020foi realizada para eleger um prefeito, um vice-prefeito e 17 vereadores no município de Cachoeirinha, no estado brasileiro do Rio Grande do Sul. Foram eleitos ) e para os cargos de prefeito(a) e vice-prefeito(a), respectivamente. Seguindo a Constituição, os candidatos são eleitos para um mandato de quatro anos a se iniciar em 1º de janeiro de 2021. A decisão para os cargos da administração municipal, segundo o Tribunal Superior Eleitoral, contou com 101 919 eleitores aptos e 29 837 abstenções, de forma que 29,31% do eleitorado não compareceu às urnas naquele turno.

## Resultados

### Eleição para prefeito
A eleição para prefeito contou com 6 candidatos em 2020: PABLO HERNANDEZ do Democracia Cristã, Antonio Teixeira do Rede Sustentabilidade, Miki Breier do Partido Socialista Brasileiro, Delegado Joao Paulo do Partido Progressista, Jeferson Lazzarotto do Partido dos Trabalhadores, Dr. Rubinho do Partido Social Liberal,que obtiveram, respectivamente, 310, 3 375 ,19 699, 11 295, 5 613,  19 381 votos. O Tribunal Superior Eleitoral também contabilizou 29.31% de abstenções nesse turno. 
| Candidato(a)                  | Vice                                  | Coligação                                                                  | Votos recebidos | Percentual |
| ----------------------------- | ------------------------------------- | -------------------------------------------------------------------------- | --------------- | ---------- |
| Miki Breier (PSB)             | Mauricio Rogerio de Medeiros Tonolher | Cachoeirinha Do Futuro SOLIDARIEDADE / MDB / PDT / PSB / AVANTE / PSD / PV | 19669           | 32.80%     |
| Dr. Rubinho(PSL)              | Jack Ritter                           | Unidos Por Cachoeirinha PSL / PTB / CIDADANIA / REPUBLICANOS / DEM         | 19381           | 32.27%     |
| Delegado João Paulo(PP)       | Adriano Delazeri                      | Cachoeirinha no Rumo Certo PP / PRTB / PL                                  | 11295           | 18.81%     |
| Leonel Jose Morem Matias (PT) | Everton Augusto Ventura Franco        | Oposição de Verdade PT / PC do B                                           | 5613            | 9.35%      |
| Antônio Texeira (REDE)        | Ester Ramos                           | Amar Cachoeirinha, SIM!REDE / PSOL                                         | 3756            | 6.25%      |
| Pablo Hernandez (DEM)         | Rodrigo Calegari                      | Democracia Cristã (sem coligação)                                          | 310             | 0.52%      |

### Eleição para vereador
Na decisão para o cargo de vereador na eleição municipal de 2020, foram eleitos 17 vereadores com um total de 72 046 votos válidos. O Tribunal Superior Eleitoral contabilizou 4 102 votos em branco e 3 321 votos nulos. De um total de 101 919 eleitores aptos, 29 837 (29.31%) não compareceram às urnas .
| Nome                        | Partido político                       | Votos recebidos | Percentual |
| --------------------------- | -------------------------------------- | --------------- | ---------- |
| David Almansa               | Partido dos trabalhadores (PT)         | 1803            | 2.79%      |
| Cristian Wasem Rosa         | Movimento Democrático brasileiro (MDB) | 1782            | 2.76%      |
| Deoclecio Mello da Farmacia | Solidariedade (PSB)                    | 1411            | 2.18%      |
| Jussara Caçapava            | Partido Socialista Brasileiro (PSB)    | 1354            | 2.10%      |
| Jordan Protetor             | Partido Democratico Trabalhista (PDT)  | 1330            | 2.06%      |
| Paulinho da Farmácia        | Partido Democratico Trabalhista (PDT)  | 1163            | 1.80%      |
| Edison Cordeiro             | Republicanos (Republicanos)            | 1101            | 1.70%      |
| Brinaldo Mesquita           | Movimento Democrático Brasileiro (MDB) | 1031            | 1.60%      |
| Xavier Espindola            | Partido Social Democratico (PSD)       | 1003            | 1.55%      |
| Marco Barbosa               | Partido Progressista (PP)              | 960             | 1.49%      |
| Major                       | Movimento Democrático Brasileiro (MDB) | 958             | 1.48%      |
| Gelson Braga                | Partido Socialista Brasileiro (PSB)    | 901             | 1.39%      |
| Juca Soares                 | Partido Social Democratico (PSD)       | 889             | 1.38%      |
| Gilson Stuart               | Partido Socialista Brasileiro (PSB)    | 859             | 1.33%      |
| Fernando Medeiros           | Partido Democratico Trabalhista (PDT)  | 804             | 1.24%      |
| Nelson Martini              | Partido Trabalhista Brasileiro (PTB)   | 524             | 0.81%      |
| Mano do Parque              | Partido Social Liberal (PSL)           | 501             | 0.78%      |

1. ↑  «Resultado das Eleições e Apuração Cachoeirinha-RS no 1º Turno | G1 Eleições». G1. Consultado em 11 de fevereiro de 2025